# Ярушино
Ярушино — деревня в составе Суксунского городского округа в Пермском крае.

## Географическое положение
Деревня расположена в южной части округа на правом берегу реки Сылва в 2 километрах на юго-восток от села Торговище.

## Климат
Климат континентальный. Зима продолжительная, снежная. Средняя температура января −16˚С. Лето умеренно-теплое. Самый теплый месяц — июль. Средняя температура июля +18 ˚С. Длительность периода с температурой более 100С соответствует периоду активной вегетации и составляет 120 дней, с температурой более 150С — 70 дней. Последние заморозки прекращаются в третьей декаде мая, а в отдельные годы — конце апреля или начале июня. Атмосферные осадки выпадают в количестве 470—500 мм в год.

## История
Деревня до 2019 года входила в состав Ключевского сельского поселения Суксунского района, после упразднения которых входит непосредственно в состав Суксунского городского округа.

## Население
Постоянное население в 2002 году составляло 97 человек (96% русские), 71 человек в 2010 году.